# Nergal-ushezib
Nergal-ushezib o Nergal-ušēzib va ser rei de Babilònia de l'any 694 aC al 693 aC, segons la Llista dels reis de Babilònia.
Va pujar al tron nomenat pel rei d'Elam, que havia envaït Babilònia i havia deposat a 'anterior rei, el príncep assiri Asshur-Nadinshum. El rei d'Assíria, Sennàquerib, al veure deposat el seu fill, va organitzar un exèrcit i va atacar, vora de Nippur, a l'exèrcit format per babilonis i elamites. Va derrotar l'exèrcit hostil i va fer presoner Nergal-ushezib, mentre que a Elam hi va haver una revolta que va derrocar el rei. Sennàquerib va voler aprofitar el fet, però l'arribada de l'hivern va fer retrocedir els assiris. Els babilonis van cridar un caldeu, Mushezib-Marduk, que havia dirigit al sud del país un cos guerriller contra els assiris. Mushezib-Marduk va vèncer l'exèrcit de Sennàquerib i es va proclamar rei de Babilònia.